# جون دبليو. هايد
جون دبليو. هايد (بالإنجليزية: John W. Hyde)‏ هو شخصية أعمال أمريكي، ولد في 29 مارس 1941.

## وصلات خارجية
- جون دبليو. هايد على موقع IMDb (الإنجليزية)
- جون دبليو. هايد على موقع قاعدة بيانات الفيلم (الإنجليزية)